# Бюетіген
Бюетіген (нім. Büetigen) — громада в Швейцарії в кантоні Берн, адміністративний округ Зееланд.

## Географія
Громада розташована на відстані близько 20 км на північний захід від Берна.
Бюетіген має площу 3,6 км², з яких на 10 % дозволяється будівництво (житлове та будівництво доріг), 62,6 % використовуються в сільськогосподарських цілях, 26,6 % зайнято лісами, 0,8 % не є продуктивними (річки, льодовики або гори).

## Демографія
2019 року в громаді мешкало 870 осіб (+10,4 % порівняно з 2010 роком), іноземців було 7,9 %. Густота населення становила 241 осіб/км².
За віковим діапазоном населення розподілялося таким чином: 20,7 % — особи молодші 20 років, 61,1 % — особи у віці 20—64 років, 18,2 % — особи у віці 65 років та старші. Було 354 помешкань (у середньому 2,4 особи в помешканні).
Із загальної кількості 130 працюючих 28 було зайнятих в первинному секторі, 42 — в обробній промисловості, 60 — в галузі послуг.